# Calle (Adelsgeschlecht)

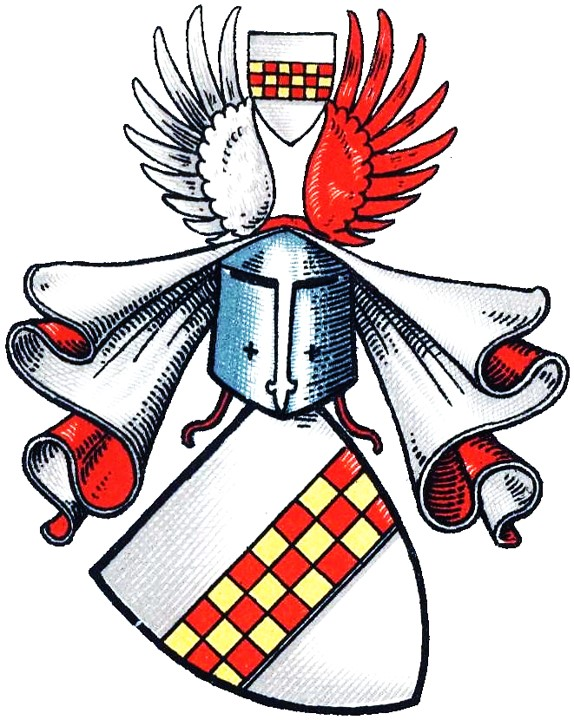
Wappen derer von Calle

Die Herren von Calle (auch: Allant oder Kalle) waren ein westfälisches Adelsgeschlecht aus Calle bei Iserlohn.

## Geschichte
Das Geschlecht war eine Nebenlinie einer Ministerialenfamilie, die sich nach Burg Altena, ihrem Dienstsitz, nannte. Fahne und Gritzner vermuten, dass sie Bastarde der Grafen von der Mark sind. Der zu Calle, heute eine vollständig abgegangene, ehemalige Burganlage, ansässige Zweig führte zunächst den Namen Allant, später den Namen Calle. 
Das Geschlecht erscheint urkundlich erstmals 1237 mit dem Ritter Arnoldus de Calle; 1266 befand sich Calle in der Hand des Ritters Adolf genannt Allant. Das Geschlecht amtierte im Raum Iserlohn als Vögte des Soester Patroklistifts. Letzteres hatte neben Calle auch Besitz in Hemer, Deilinghofen, Sülberg und Westwig. Im 13. und 14. Jahrhundert waren u. a. die Grafen von Arnsberg Lehnsherren der Vögte von Calle. Schon im 14. Jahrhundert war die Familie auch in Kurland vertreten. Dort ist sie bis in das 15. Jahrhundert nachgewiesen.
Calle war bis 1517 im Besitz der Vögte von Calle. 1517 musste Johann von Calle den Rittersitz aufgrund eines Vergleichs mit dem Patroklistift und unter Zustimmung weiterer erbberechtigter Familienmitglieder aufgeben und sich auf Haus Dahl im Hagener Stadtteil Dahl zurückziehen, das durch Heirat einer Erbtochter an die Familie gekommen war. Am 24. Oktober 1519 wurde Johann von Kalle von Wirich von Daun, Graf von Limburg, mit dem Hof Rummenohl belehnt. Ein Dael von Kalle war Turnierteilnehmer bei der Jülicher Hochzeit 1585. Johann von der Recke zu Steinfurt belehnt am 4. Mai 1598 Gumprecht von Kalle mit dem Hof Einhorst (Emst) und dem Zehnten zu Eppenhausen im Kirchspiel Hagen. Gumprecht war Drost zu Lünen und Fürstlicher Jülischer Torwächter, er war zweimal verheiratet und starb im Jahr 1619. Vormund für seinen minderjährigen Sohn Johann war sein Bruder Dietrich von Kalle. Als beide im Jahre 1644 starben und das Geschlecht im Mannesstamm ausstarb, erbte Dietrichs Tochter Sibylla Margaretha Haus Dahl. Sibylla Margaretha von Kalle war seit 1628 verheiratet mit Caspar von Torck (Tork) aus dem Hause Nordherringen. Nach dem Tod ihres Mannes verkaufte die Witwe 1651 Haus Dahl mit allen Gerechtigkeiten und Zubehör für 5000 Reichstaler an den geadelten Kaspar von Tiefhausen (Dieffhaus). Mit dem Tod von Sibylla Margaretha 1671 erlosch die Familie.

## Persönlichkeiten
- Everhardus Kalle († 1391), 1365 Revaler Ratsherr
- Hermann Kalle, 1428–1450 Revaler Ratsherr
- Eberhard Kalle, 1457–1475 Bischof von Reval[3]

## Wappen
Blasonierung: In Silber ein zu drei Reihen von Gold und Rot geschachteten Balken. Auf dem Helm ein weißer und ein roter Flug, dazwischen der Schild. Die Helmdecken sind rot-silbern.
Es besteht eine Wappenverwandtschaft zu den Grafen von der Mark.